# Georg Humbert
Georg Paul Andreas Humbert (* 10. Februar 1839 in Berlin; † 17. Juli 1898 ebenda) war ein deutscher Politiker.

## Leben
Als Sohn eines Geheimen Sekretärs geboren, studierte Humbert nach seiner Schulzeit am Friedrich-Wilhelm-Gymnasium in Berlin Rechtswissenschaften in Bonn und Berlin. Während seines Studiums wurde er 1857 Mitglied der Bonner Burschenschaft Frankonia. Nach seinen Examina und Referendariat wurde er 1866 im Preußischen Außenministerium angestellt und im Expeditionsfach eingesetzt. 1869 wurde er etatmäßiger Expedient, 1872 Legationsrat im Sekretariat des Ministeriums und 1874 Wirklicher Legationsrat. Dort war er 1880 als Geheimer Legationsrat und 1881 als Vortragender Rat unter anderem für die Personalien zuständig und als Kassenkurator tätig. Er saß auch in der General-Kommission in Angelegenheiten der Königlichen Orden. Ab 1885 war er Stellvertretender Bevollmächtigter Preußens im Bundesrat. 1886 wurde er Wirklicher Geheimer Legationsrat und Rat I. Klasse. Im Preußischen Staatsministerium wurde er 1895 Unterstaatssekretär unter Chlodwig zu Hohenlohe-Schillingsfürst. 1896 wurde er Wirklicher Geheimer Rat mit dem Prädikat Exzellenz und Ehrenmitglied des Deutschen Archäologischen Instituts.